# Killer Dwarfs
Killer Dwarfs (Eigenschreibweise: KiLLeR DWaRfS) ist eine kanadische Hard-Rock- und Heavy-Metal-Band, die (ohne Berücksichtigung der Vorläuferband Sphinx) 1981 als ihr Gründungsjahr angibt. 1997 löste sie sich auf, formierte sich aber 2001 neu.

## Geschichte
Die seit Grundschulzeiten befreundeten Bryce Trewin und Darrell Millar, dessen Vater Jazz-Pianist war, verband der Hang zum Musizieren, von primitiven Anfängen bis zum auftrittstauglichen Spielen von Gitarre beziehungsweise Schlagzeug. Mit wechselnden Bassisten traten sie im Teenageralter unter dem Namen „Sphinx“ auf und gaben Coverversionen aktueller Hits zum Besten, wobei die Gesangsparts unter den beiden Gründern aufgeteilt wurden. Zu der Zeit, als man auf den Sänger Russ Graham traf und die Band wegen der überwiegend unterdurchschnittlichen Körpergrößen in „Killer Dwarfs“ umbenannte, war Ange Fodero der Bassist. Im Herbst 1981 legten die Bandmitglieder, die sich parallel zum Bandnamen alle selbst den Nachnamen „Dwarf“ gaben, los. Das 1983 bei Attic Records veröffentlichte selbstbetitelte Debütalbum wurde in Kanada für den Juno-Award nominiert. 1984 verließen Bryce Trewin und Ange Fodero die Gruppe. Neue Mitglieder wurden der Gitarrist Mike Hall und der Bassist Ronald „Bad Ronbo“ Mayer. 1986 erschien das Nachfolgealbum Stand Tall, das sich – auch dank MTV – gut verkaufte. Daraufhin offerierte das Sony-Sublabel Epic der Band einen weltweiten Vertrag. Das nächste Album erhielt den Titel Big Deal. Der erweiterte Bekanntheitsgrad ermöglichte den Killer Dwarfs größere und fernere Tourneen. So waren sie zum Beispiel 1989 auf der Iron-Maiden-Europa-Tournee deren Vorgruppe.
1990 erschien das von Andrew Johns (Led Zeppelin, Van Halen) produzierte Album Dirty Weapons, das den US-Radiohit Doesn’t Matter enthält. Auf dem 1992 folgenden Album Method to the Madness (in Europa im März 1993 erschienen) ist dieses Stück erneut zu hören. Mit Andrew Johns ist zudem der Produzent derselbe geblieben. Nicht mehr auf dem Album vertreten ist allerdings Mike Hall, der nach Abschluss einer US-Tour durch Gerry Finn ersetzt worden war. Mit reichhaltig Repertoire ausgestattet waren die Killer Dwarfs ein paar Jahre unterwegs. Der auslaufende Vertrag mit Epic setzte der Band 1997 ein Ende.
2001 wurde die letzte Besetzung zusammengerufen, um eine Live-CD und -DVD namens Reunion of Scribes in ihrer Heimatstadt einzuspielen. Zeitgleich wurde die Show sowohl in Kanada als auch in den USA übertragen. Aufgrund des wiedererweckten Interesses an den Killer Dwarfs tourte die Band nun fast vier Jahre lang in Nordamerika und wurde zu Festivals eingeladen. Dabei teilten sie die Bühne unter anderem mit Ronnie James Dio, Michael Schenker, Saxon, Yngwie Malmsteen, Queensryche, Accept, Anvil, Y&T, L.A. Guns, BulletBoys, Skid Row, Pantera und Nazareth. Aufnahmen der Madness-Besetzung von 1993 wurden 2013 unter dem Titel Start @ One veröffentlicht. Begleitend dazu sollten auch jene am Album beteiligten Mitglieder zusammentreten, um auf Welttournee zu gehen. Dies glückte nicht ganz, sodass Ronald Mayer durch Johnny Fenton ersetzt werden musste. Seitdem gab es weitere Live- und Wiederveröffentlichungen.

## Stil
Für Lee Martyn, Autor von Masters of Metal, ist (außer den Pseudo-Familiennamen) das Bemerkenswerteste an den Killer Dwarfs der „dreckige Gitarrensound“. Neil Jeffries umriss in seinem Buch Kerrang! The Direktory of Heavy Metal den Stil als „melodiefreundlichen Hardrock“. Im Break Out empfahl Marco Magin die Band für Fans des „traditionellen, bodenständigen Hardrocks“. Die Lieder seien gut arrangiert und böten „genügend Ecken und Kanten“ gegen Langeweile. Markus Müller berichtete im Rock Hard von der Beständigkeit der Band, „traditionellen, melodischen Hardrock mit netten Melodiebögen und mehrstimmigen Refrains“ abzuliefern. Er ergänzte noch die Lied-Charakteristika Eingängigkeit und Schnörkellosigkeit. Martin Popoff, Autor der Buchreihe The Collector’s Guide of Heavy Metal, sieht eine bescheidene Entwicklung in der Reihe der Alben. Von textlicher und musikalischer Dürftigkeit des melodischen Hardrocks auf den ersten Alben über „von Metal durchdrungenem Hardrock ohne Innovation und Magie“ auf Dirty Weapons zu einem „Mindestniveau“ bei Method to the Madness. Im Metal-Magazin Crash meinte Uwe Lerch, das Album Stand Tall habe „internationales Format“, nur leider zur Hälfte auf dem Gebiet „Schmalzschnulzer“.
Neben Popoff, der von Trivialmusik und Poser-Gehabe à la Triumph schreibt sowie von Kompositionen, die bei Dokken und Keel Ausschuss („Outtakes“) wären, nennt auch Greg Prato in seinem Killer-Dwarf-Kurzporträt für Allmusic vergleichbare Bands; er fasst diese als „mainstreamradiotauglichen Judas Priest/Iron Maiden/Saxon-Hybrid“ zusammen.

## Diskografie
- 1983: Killer Dwarfs (Attic Records)
- 1986: Stand Tall (Maze Records)
- 1988: Big Deal (Epic Records)
- 1990: Dirty Weapons (Epic Records)
- 1992: Method to the Madness (Epic Records)
- 2002: Reunion of Scribes: Live 2001 (Live; Bullseye Records of Canada)
- 2013: Start @ One (Smoothline Entertainment)
- 2013: Reunion of Scribes (Wiederveröffentlichung)
- 2018: Live No Guff!  (EMP Label Group)
- 2023: Killer Dwarfs (Wiederveröffentlichung in transparentem orangefarbenem Vinyl mit Wirbeln; Attic Records)